# Acantholipes acephala
Acantholipes acephala là một loài bướm đêm trong họ Erebidae.